# Myospalax psilurus
Myospalax psilurus es una especie de roedor de la familia Spalacidae.

## Distribución geográfica
Se encuentra en China, Mongolia, y Rusia. 